# Engina goncalvesi
Engina goncalvesi là một loài ốc biển, là động vật thân mềm chân bụng sống ở biển trong họ Pisaniidae,.